# 12135 Терлінген
12135 Терлінген (12135 Terlingen) — астероїд головного поясу, відкритий 24 вересня 1960 року.
Тіссеранів параметр щодо Юпітера — 3,164.